# Флитвуд (Пенсилванија)
Флитвуд (енгл. Fleetwood) град је у америчкој савезној држави Пенсилванија.

## Демографија
По попису из 2010. године број становника је 4.085, што је 67 (1,7%) становника више него 2000. године.
| Група             | 2000.         | 2010.         |
| Белци             | 3.900 (97,1%) | 3.843 (94,1%) |
| Афроамериканци    | 11 (0,3%)     | 38 (0,9%)     |
| Азијати           | 16 (0,4%)     | 34 (0,8%)     |
| Хиспаноамериканци | 69 (1,7%)     | 138 (3,4%)    |
| Укупно            | 4.018         | 4.085         |